# Rotationsentfeuchter

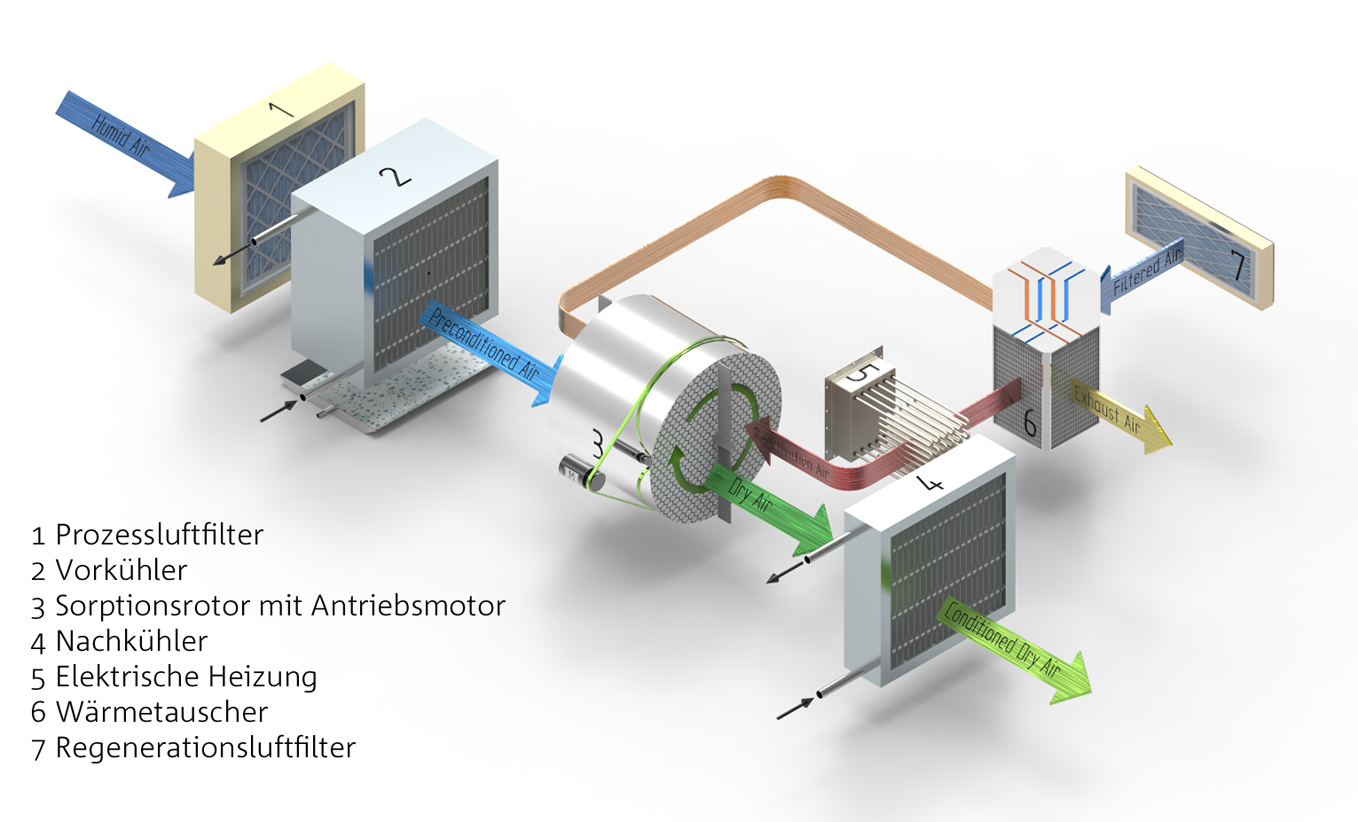
Prozessschema Luftentfeuchter

Ein Rotationsentfeuchter (auch Sorptionsrotor, Sorptionsrad oder Sorptionsregenerator) (engl.: desiccant wheel; desiccant rotor)  ist eine Vorrichtung zur Entfeuchtung eines Luftstromes unter Einsatz von hygroskopischen Materialien (Sorbenzien).

## Beschreibung
Der Rotationsentfeuchter besteht aus einem Rotor, der in axialer Richtung von vielen dünnen Luftkanälen durchzogen ist. Der Rotor hat häufig eine Wabenstruktur, vergleichbar einem Rotationswärmeübertrager, jedoch mit deutlich geringerem Querschnitt der Kanäle. Deren Wände sind mit hygroskopischem Material beschichtet. Es kann sich um Silicagel, Zeolithe / Molekularsieb oder Lithiumchlorid handeln, wobei unterschiedliche Vorgänge an den Sorbenzien wirken. Bei Silicagel findet eine Adsorption von Wasserdampf statt (Bindung des Wassers an der Oberfläche des Sorbens), während bei Lithiumchlorid eine Absorption stattfindet (Eindringen des Wassers in die Struktur des Sorbens, Lösungsvorgang). Da im alltäglichen Sprachgebrauch diese Vorgänge meist nicht differenziert werden und  auch eine teilweise Überlagerung stattfinden kann, wird im Allgemeinen auch nur von Sorption gesprochen.
Der Sorptionsrotor ist in einem Gehäuse eingebaut und dreht sich kontinuierlich. Er durchläuft dabei 3 Sektoren. Im ersten Sektor strömt der zu entfeuchtende Luftstrom durch den Rotor. Dort wird der enthaltene Wasserdampf von dem hygroskopischen Material gebunden, und der Luftstrom tritt mit geringerer Feuchtebeladung aus. Dies ist solange möglich, bis die Aufnahmekapazität des Sorbens erschöpft ist. Dann erfolgt der so genannte Durchbruch, und die Feuchtigkeit schlägt durch den Rotor, d. h. die Luft tritt ungetrocknet hindurch. Um dies zu verhindern, ist eine Regeneration des Sorbens erforderlich. Hierzu wird der Rotor im 2. Sektor in einen deutlich geringeren Regenerationsluftstrom gedreht, der aufgrund seiner hohen Temperatur (40–70 °C für Lithiumchlorid-Rotoren und 70–90 °C für Silicagel-Rotoren) den Wasserdampf austreibt. Der sich daran anschließende dritte Sektor dient dem Spülen des Rotors. Ein Teil des zu entfeuchtenden Luftstromes wird abgezweigt und zum Austreiben der warmen und feuchten Regenerationsluft verwendet und mit dem Regenerationsluftstrom zusammen fortgeleitet. Dieser Spülsektor dient dazu, die bei der Regeneration aufgeheizte Trägermasse des Sorbens etwas abzukühlen. Er wird jedoch nicht bei jeder Anlage eingebaut.
Der zu entfeuchtende Luftstrom wird durch drei Faktoren aufgeheizt:
- Kondensationsenthalpie: Die Kondensation der Wasserdampfmoleküle setzt die Kondensationsenthalpie frei.
- Bindungsenergie: Durch die Anhaftung der Wassermoleküle an den Sorbens-Molekülen wird die Bindungsenergie freigesetzt.
- Schleppwärme: Die Energie, die durch die erhitzte Trägermasse in den zu entfeuchtenden Luftstrom eingebracht wird und für eine Temperaturerhöhung sorgt, wird Schleppwärme genannt.

Durch diese 3 Faktoren verläuft die Zustandsänderung der Trocknung nicht isenthalp, wie es bei der Sorption annähernd der Fall ist, sondern unter Enthalpiezuwachs. Dies führt zu einer Aufheizung der Luft im Trocknungssektor um 7 bis 11 K je nach Regenerationstemperatur. Da der Adsorptionsprozess nicht direkt gekühlt werden kann, läuft der Trocknungsvorgang bei recht ungünstigen Temperaturen ab. Die mit einem Rotationsentfeuchter erreichbaren Entfeuchtungsleistungen sind dadurch begrenzt und liegen bei 70–90 %.
Bei Kühlung durch Trocknung und Verdunstung wird der Rotationsentfeuchter im Winterbetrieb auch umgekehrt, also zur Befeuchtung, eingesetzt. Da in den meisten Anlagen zur Regeneration Abluft eingesetzt wird, und diese im Winter eine höhere Feuchte als die Außenluft aufweist, dient der Rotor zur Befeuchtung und Vorerwärmung der Außenluft.
Rotationsentfeuchter mit Silicagel-Beschichtung gelten als ungiftig, sind zumeist nicht brennbar (je nach Trägermaterial) und wartungsfrei. Die Entfeuchtungsleistung ist laut Herstellerangaben über viele Jahre hinweg beinahe konstant.
Rotoren mit Lithiumchlorid-Beschichtung müssen hingegen regelmäßig zum Nachtränken wieder ausgebaut werden, da sich ihre Entfeuchtungsleistung mit der Zeit verringert.
Die Umdrehungsgeschwindigkeit der Rotationsentfeuchter im Entfeuchtungsbetrieb richtet sich nach der Bauart, den Luftzuständen, der Regenerationstemperatur, den Volumenströmen und anderen Parametern. Sie liegt etwa im Bereich von 8 bis 20 Umdrehungen pro Stunde.
Rotationsentfeuchter werden in Baugrößen von ca. 0,8 bis 4,5 m Durchmesser gefertigt. Ab einer Größe von etwa 2 m werden die Rotoren aus einzelnen Sektoren gefertigt und erst vor Ort zusammengebaut, um Handhabung und Transport zu verbessern.
Da zur Regeneration nur Temperaturen zwischen 40 und 90 °C benötigt werden, kann für einen Rotationsentfeuchter auch Abwärme oder Sonnenwärme genutzt werden (Solare Klimatisierung).